# 제1차 빌메르겐 전쟁
제1차 빌메르겐 전쟁(First War of Villmergen)은 구스위스 연방 시대인 1656년 1월 5일부터 3월 7일까지 지속된 스위스의 종교 전쟁이다. 한편으로는 개신교 도시인 취리히와 베른이 있었고, 다른 한편으로는 스위스 중부의 가톨릭 지역이 있었다. 개신교는 1531년 제2차 카펠 란트프리덴 이후로 존재해 온 가톨릭의 정치적 헤게모니를 깨뜨리려고 시도했다. 전쟁 명분은 슈비츠주 아르트의 코무네에서 개신교도를 추방하고 처형하는 것이었다. 취리히는 스위스 중부 동맹 도시인 라퍼스빌을 성공적으로 포위하지 못했고, 그리하여 그들의 군대를 모았다. 베른은 제1차 빌메르겐 전투에서 패배하고 물러났다. 제3차 란트프리덴은 갈등을 끝내고 전쟁 전의 세력 균형을 회복했다.

## 원인
1653년 스위스 농민 전쟁 동안 개신교와 가톨릭 주 정부가 공동으로 농민 민란에 대항하여 움직였을 때, 한 세기 넘게 존재해 온 고백적 차이는 일시적으로 뒤로 제쳐두었을 뿐이었다. 1654년에 취리히 시장 요한 하인리히 바저는 연방을 재편할 계획을 세우는 임무를 받았다. 그러나 1655년의 연방 계획은 카톨릭의 지배에 위협이 된다고 보았기 때문에 카톨릭에 의해 거부되었다. 종교적 차이가 다시 한번 표면화되었다.
1655년 9월, 슈비츠 마을 아르트에 거주하던 개신교도들이 취리히로 피신하자 적대감이 고조되었고, 그 후 당국은 그들의 재산을 몰수했다. 이 ‘니코데마이트’ 중 4명은 슈비츠에 의해 처형되었고, 나머지 3명은 밀라노의 종교 재판에 넘겨졌다. 12월의 특별 타크자충에서 취리히는 책임자를 처벌하고, 공식적인 사과를 하고, 1586년에 설립된 가톨릭 황금 동맹의 해산을 요구했다. 이러한 요구가 무시되자 취리히는 1656년 1월 6일에 선전포고를 했다.
중부 스위스의 가톨릭 도시들은 슈비츠에게 지원을 약속했다. 개신교 쪽에서는 베른만이 전면적인 지원을 제공한 반면 샤프하우젠은 방어를 위한 병력만 제공했다. 바젤, 프리부르, 졸로투른, 아펜첼아우서로덴, 글라루스, 삼동맹 및 장크트갈렌은 중립을 유지했다.

## 전쟁 과정
선전포고 하루 전에도 취리히군 대대는 마을과 라이나우 수도원을 약탈하기 위해 라이나우로 진군했다. 1월 7일, 한스 루돌프 베르트뮐러 장군은 취리히군 주력 부대를 라퍼스빌로 이끌고 도시를 포위했다. 작은 부대는 프라우엔펠트, 카이저슈투흘, 클링나우 및 추르차흐를 가져갔고, 다른 부대는 오버빌과 카펠 암 알비스에 자리를 잡았다. 샤프하우젠군은 베덴스빌과 휘텐 사이에 늘어서 있다.
베른은 1월 8일에 동원되었고 처음에는 단독으로 있었다. 군인의 약 3분의 2가 가톨릭 이웃과의 국경을 지키는 데 필요했다. 나머지 병사들은 지그문트 폰 에를라흐 장군의 지휘 아래 아라우로 진격했다. 그들은 그곳에서 취리히군과 힘을 합치려고 했지만, 그들은 여전히 라퍼스빌의 불리하게 전개되는 포위 공격에 참여하고 있었다. 가톨릭 쪽에서는 루체른이 군대의 최고 지휘권을 잡았다. 국경 수비를 위해 아직 소집되지 않은 모든 루체른군과 추크군은 무리에 집결하고 프라이 엠테르의 대대와 함께 보스빌에서 연합했다.
1656년 1월 24일 제1차 빌메르겐 전투가 일어났다. 카톨릭 군대는 이른 저녁에 빌메르겐에 도착한 베른군을 놀라게 했다. 그들의 수적, 무기-기술적 열등감에도 불구하고, 카톨릭은 그들을 격퇴할 수 있었고, 베른 사이의 협력 부족이 큰 부분을 차지했다. 2월 3일 취리히군은 라퍼스빌에 대한 마지막 공격을 시도했지만, 성공하지 못하고 포위를 풀었다. 그 후 몇 주 동안 소규모 교전과 대중에 대한 공격이 여러 차례 발생했다.

## 여파
프랑스와 사보이는 교전국 사이를 중재하여 3월 7일 제3차 란트프리덴을 종결하고, 전쟁 중 저지른 위법 행위에 대해 엄숙하게 전투를 중단하고, 사면을 선언했다. 또한 모든 군대가 철수하고 포로가 석방되었으며, 세워진 보루가 철거되었다. 모든 주는 종교에 관한 현상 유지에 대한 권리를 획득했다. 피해보상 등 논란이 되는 문제는 중재재판소로 이관됐지만, 위원회 내부의 유혈사태로 인해 미해결 사건으로 남아 있는 경우가 많았다. 전쟁의 직접적인 원인인 아르트의 개신교 난민은 무시되었다.
사실, 제3차 란트프리덴은 1531년 제2차 카펠 란트프리덴에 의해 확립된 권력 균형과 연합 내에서 가톨릭주의 정치적 지배를 확인했다.

## 같이 보기
- 제1차 카펠 전쟁
- 제2차 카펠 전쟁
- 토겐부르크 전쟁
- 스위스 통일전쟁